# フィリップ・ゴーベール
フィリップ・ゴーベール（またはゴベール、Philippe Gaubert、1879年7月5日 ロット県カオール - 1941年7月8日 パリ）は、戦間期のフランスの重要な音楽家の一人。フルートのヴィルトゥオーソや威厳ある指揮者として知られ、また主にフルート曲の作曲家としても活躍した。

## 経歴
1919年からパリ・オペラ座の音楽監督に就任し、パリ音楽院フルート科の教授や、パリ音楽院管弦楽団の首席指揮者も務めた。作曲家として決して革新的ではなかったが、フランクやドビュッシー、ラヴェルの試みをうまく取り入れ、こなしている。作品に、いくつかのバレエ音楽や交響曲、3つのフルート・ソナタがある。
1941年、脳卒中により死去した。

## 主な作品
現在、112作品（編曲作含めると128作品）が確認されている。
交響曲
バレエ音楽
室内楽曲
- フルート曲
- クラリネット曲
  - クラリネットのための幻想曲

### 全般
- フィリップ・ゴーベールの楽譜 - 国際楽譜ライブラリープロジェクト
- Société des concerts du Conservatoire

### 作品個別（演奏試聴等）
- 3つの水彩画〔Trois Aquarelles (Three Watercolors)〕《フルート、チェロ、ピアノのための》
  - Philippe Gaubert：Trois Aquarelles (Three Watercolors) - Leone Buyse（Fl）、Desmond Hoebig（Vc）、Robert Moeling（P）による演奏。当該Fl奏者自身の公式YouTube。
- 古代のメダル（貨幣）《Médailles antiques；フルート、ヴァイオリン、ピアノのための》
  - Philippe Gaubert - Medailles antiques - Eva Álvarez（Fl）、Iván López（Vn）、Fernando Cruz（P）による演奏。当該Vn奏者自身の公式YouTube。